# 吉祥赌坊
《吉祥赌坊》是1972年上映的一部电影，由张曾泽执导、岳华等人出演，该电影主要讲述的是一个人决定用自己的方式让周围人戒赌的故事。

## 劇情簡介
一个人深知赌博的危害，于是决定为了周围人戒赌而努力，但是有的赌坊却和当地军阀有关系，所以他决定用自己的努力来让人们明白赌博的危害。

## 演员
- 岳華
- 何莉莉
- 金峰
- 姜南
- 樊梅生
- 唐迪
- 李鵬飛
- 陳贊剛
- 石堅
- 馬劍棠
- 爾群
- 爾峰
- 朱由高
- 吳明才
- 梁小龍
- 曾楚霖
- 張石庵
- 錢似鶯
- 林正英

## 備註
1. ↑  Daoming, Li.  [Scarecrow Press]. 2013: 90.
2. ↑  Palmer, Bill. . Scarecrow Press. 1995: 52.
3. ↑  .   [2023-12-28]. （原始内容存档于2016-03-03）.
4. ↑  Bedetti, Simone. . Punto Zero. : 41 （Italian）.
5. ↑  . hkmdb.com. 1972  [October 22, 2020]. （原始内容存档于2023-04-26）.
6. ↑  . dighkmovies.com.   [October 22, 2020]. （原始内容存档于2023-12-28）.
7. ↑  . silveremulsion.com. 2013  [October 22, 2020]. （原始内容存档于2023-12-28）.

## 相關連結
- 互联网电影数据库（IMDb）上《吉祥赌坊》的资料（英文）
- 豆瓣电影上《吉祥赌坊》的資料 （简体中文）
- 香港影庫上《吉祥赌坊》的資料（繁體中文）